# Погост (муниципальное образование «Холмогорское»)
Погост — деревня в Холмогорском районе Архангельской области.

## География
Находится в центральной части Архангельской области на расстоянии приблизительно 6 км на запад-северо-запад по прямой от районного центра села Холмогоры на левом берегу реки Курья.

## История
В 1859 году здесь (тогда деревня Холмогорского уезда Архангельской губернии) было учтено 9 дворов, в 1905 — 8. До 2022 года входила в Холмогорское сельское поселение до его упразднения. В 1875 году была построена Сретенская церковь (действует).

## Население
Численность населения: 46 человек (1859 год), 76 (1905), 28 (русские 96 %) в 2002 году, 13 в 2010.